# 垃圾箱画派

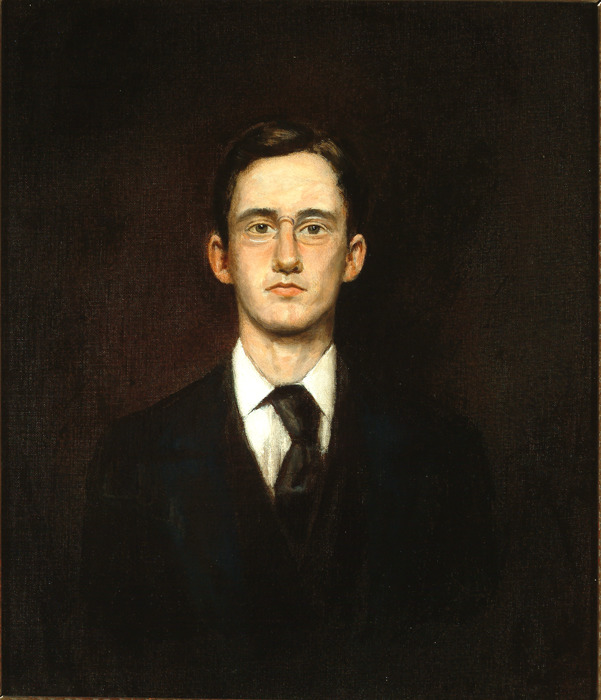
约翰·斯隆（John Sloan）, 《自画像》（Self-portrait）, 1890年, 布面油画, 14 x 11 7/8 英寸, 收藏于特拉华艺术博物馆, 1970年赠予H.F.斯隆。约翰·斯隆是垃圾箱画派的主要成员。

垃圾箱画派（英语：Ashcan School或Ash Can School）是20世纪初兴起于美国的一个艺术流派，这一流派的艺术家以创作纽约日常生活场景的作品而闻名，其中往往展现的是城市中的贫困地区。垃圾箱画派的著名艺术家包括罗伯特·亨利（1865-1929），乔治·卢克斯（1867-1933），威廉·格拉肯斯（1870-1938），约翰·斯隆（1871-1951）和埃弗里特·希恩（1876-1953）等。他们中的一些人在宾夕法尼亚美术学院著名的现实主义者托马斯·安舒茨的带领下一起学习，另外一些人则在费城的报社做插画师的工作。这一艺术运动被认为是该时期政治叛乱精神的象征。

## 成立与发展
垃圾箱画派的兴起是一场无组织的艺术运动。以这种风格创作的艺术家没有发表过宣言，甚至没有把他们自己看成是一个有着一致意图和职业目标的团体。这里的有些人是有政治倾向的，而有些则是非政治性的。他们的集结是为了描绘真实的城市和现代生活，因为这恰恰是被视觉艺术中的上流社会传统所忽视和扼制的。罗伯特·亨利在某种程度上是这一流派的精神领袖，他认为“艺术类似于新闻业......他希望绘画就像百老汇冬天马路上的泥泞那样，像马粪和雪凝结成的土块一样真实”。他敦促他的年轻朋友和学生们秉持自己喜爱的诗人沃尔特·惠特曼的坚强、自由、无畏的精神来作画，不怕与当代人的品味相抵触。他认为，工人阶级和中产阶级的城市环境将为现代画家提供比画室和沙龙更好的创作素材。
许多最著名的垃圾箱派作品都是在20世纪的前十年中创作的，在同一时期，史蒂芬·克莱恩、西奥多·德莱赛和弗兰克·诺里斯的现实主义小说刚刚步入大众的视野，而一些专门揭发丑闻的记者正在呼吁人们关注贫民窟的状况。 “垃圾箱艺术”这一说法在1916年首次被用于形容艺术家Art Young的作品。随后，垃圾箱画派逐步扩展，除了最初的“费城五人”之外，还包括艺术家乔治·伯罗斯，格伦·科尔曼，杰罗姆·梅尔斯，基佛特·比尔，尤金·希金斯，卡尔·斯普林霍恩和爱德华·霍普（尽管有些评论家把他列入了这一流派，但是霍普拒绝了他们的观点，且从不接受这一标签）。摄影师如雅各布·里斯和路易斯·海因也被认为是垃圾箱派艺术家。像许多艺术史术语一样，“垃圾箱艺术”有时被运用到如此众多的艺术家身上，其意义已经淡化。
垃圾箱画派的艺术家反对美国印象派和学术现实主义，尽管这是19世纪末到20世纪初美国最受尊敬也是最为成功的两类风格。与约翰·辛格·萨金特、威廉·梅里特·切斯、凯尼恩·考克斯、托马斯·威尔墨·杜因和阿伯特·赛耶等艺术家精致明丽的作品相比，垃圾箱画派的作品色调通常较暗，画面也更为粗糙。妓女、酗酒者、低劣的动物、地铁、拥挤的住宅、晾在外面的衣服、喧闹的剧院、流血的拳击手和摔跤手是他们作品的主角。虽然他们的作品并不局限于此，但作品中频繁出现的有关贫穷和现实生活的粗暴等不安定因素使一些评论家和策展人认为他们的作品无法被大众接受和收藏。

## 绘画作品

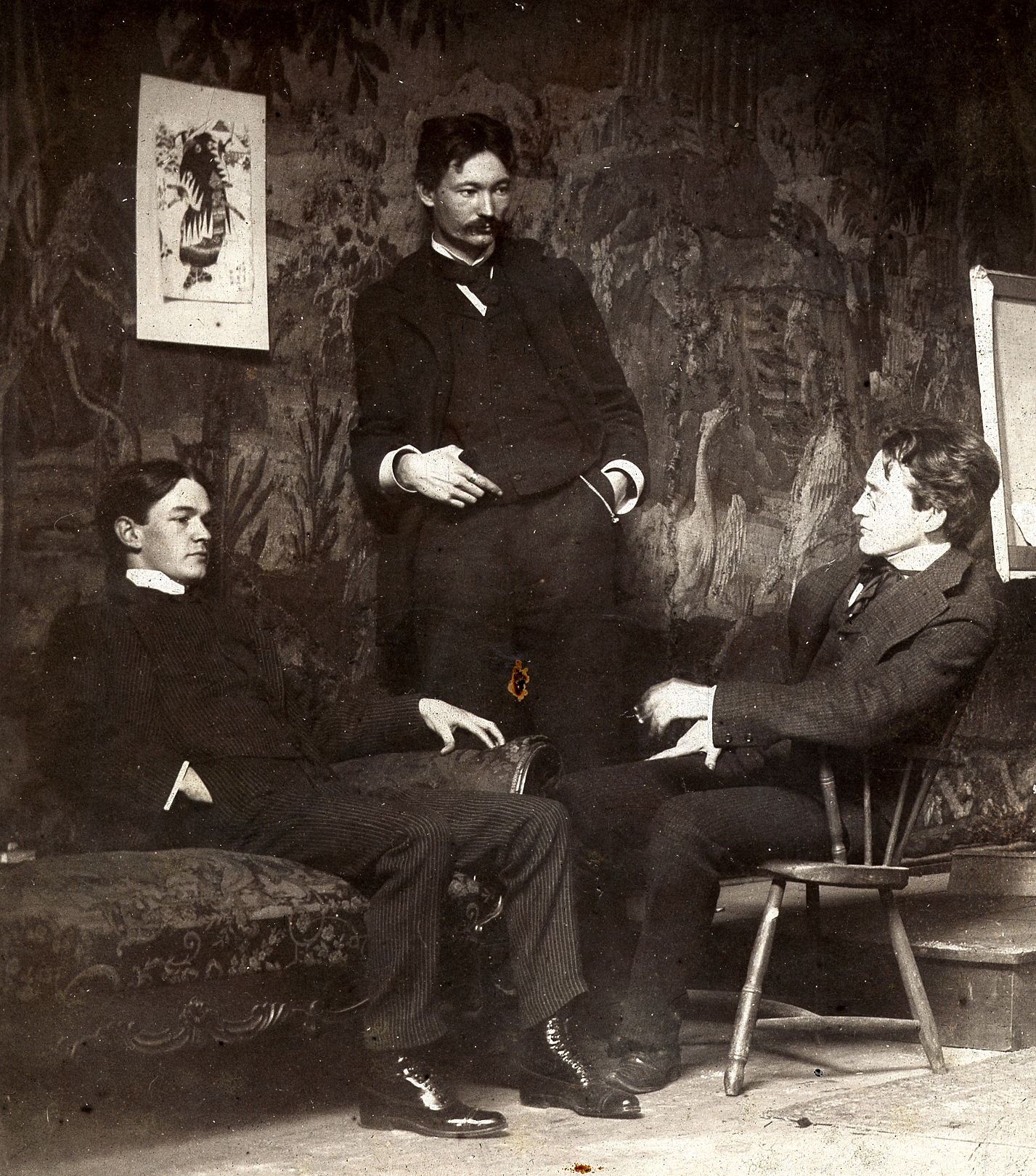
《垃圾箱画派的艺术家们》（Ashcan School artists, c.），1896年。从左至右：埃弗里特·希恩、罗伯特·亨利、约翰·斯隆
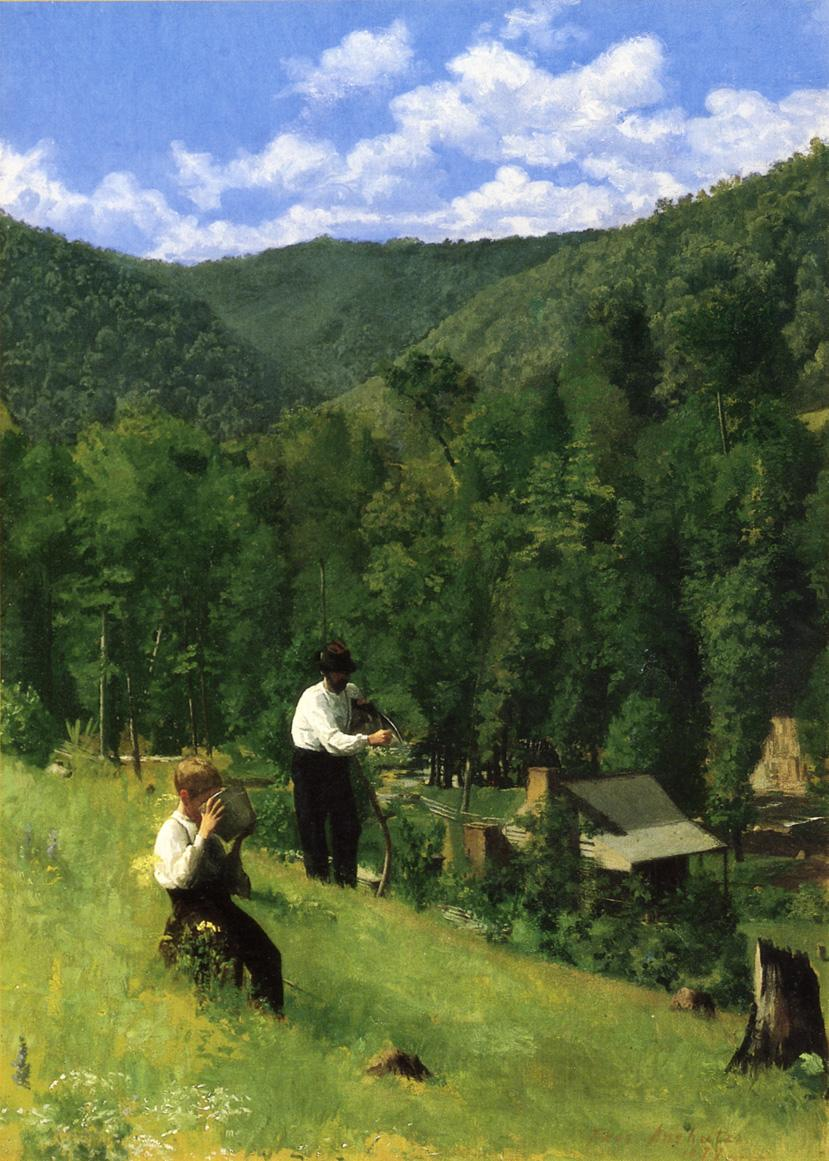
托马斯·波洛克·安舒茨,《农民与儿子在收割》（The Farmer and His Son at Harvesting），1879年
罗伯特·亨利，《纽约的雪》（Snow in New York），1902年，收藏于国家美术馆，华盛顿哥伦比亚特区
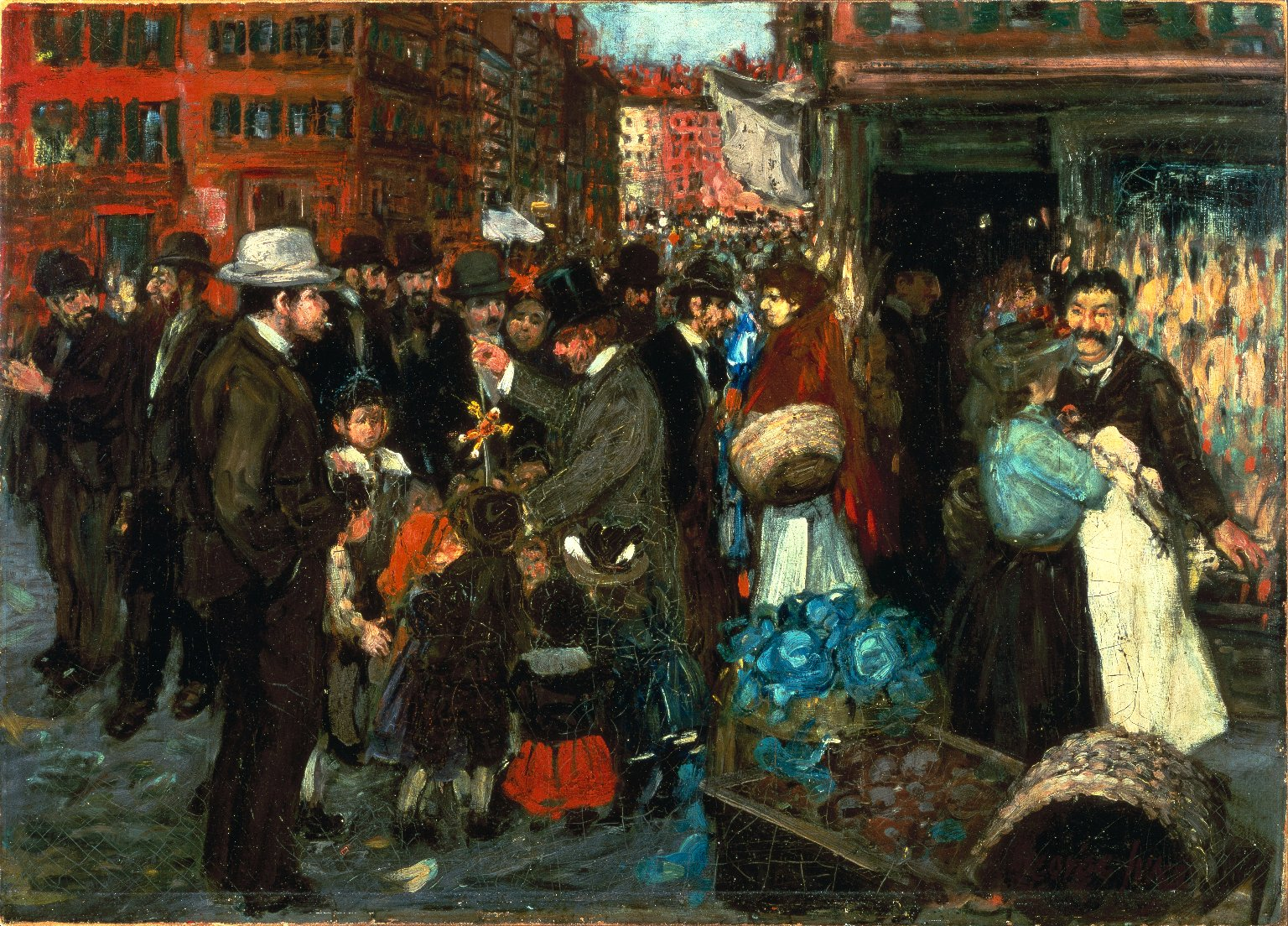
乔治·卢克斯，《街景》（Street Scene），1905年，收藏于布鲁克林博物馆
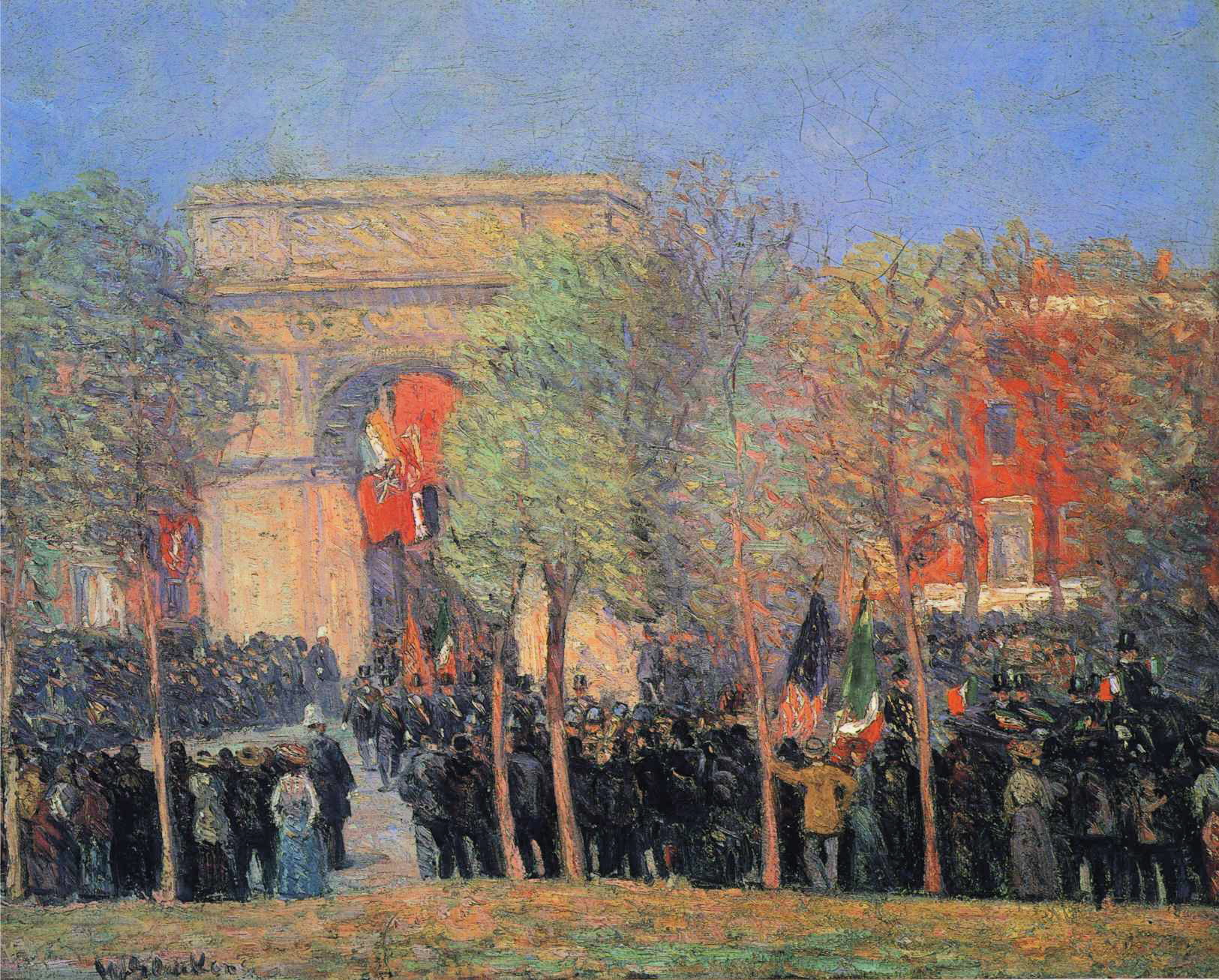
威廉·格拉肯斯，Italo-American Celebration, Washington Square，1912年，收藏于波士顿美术馆
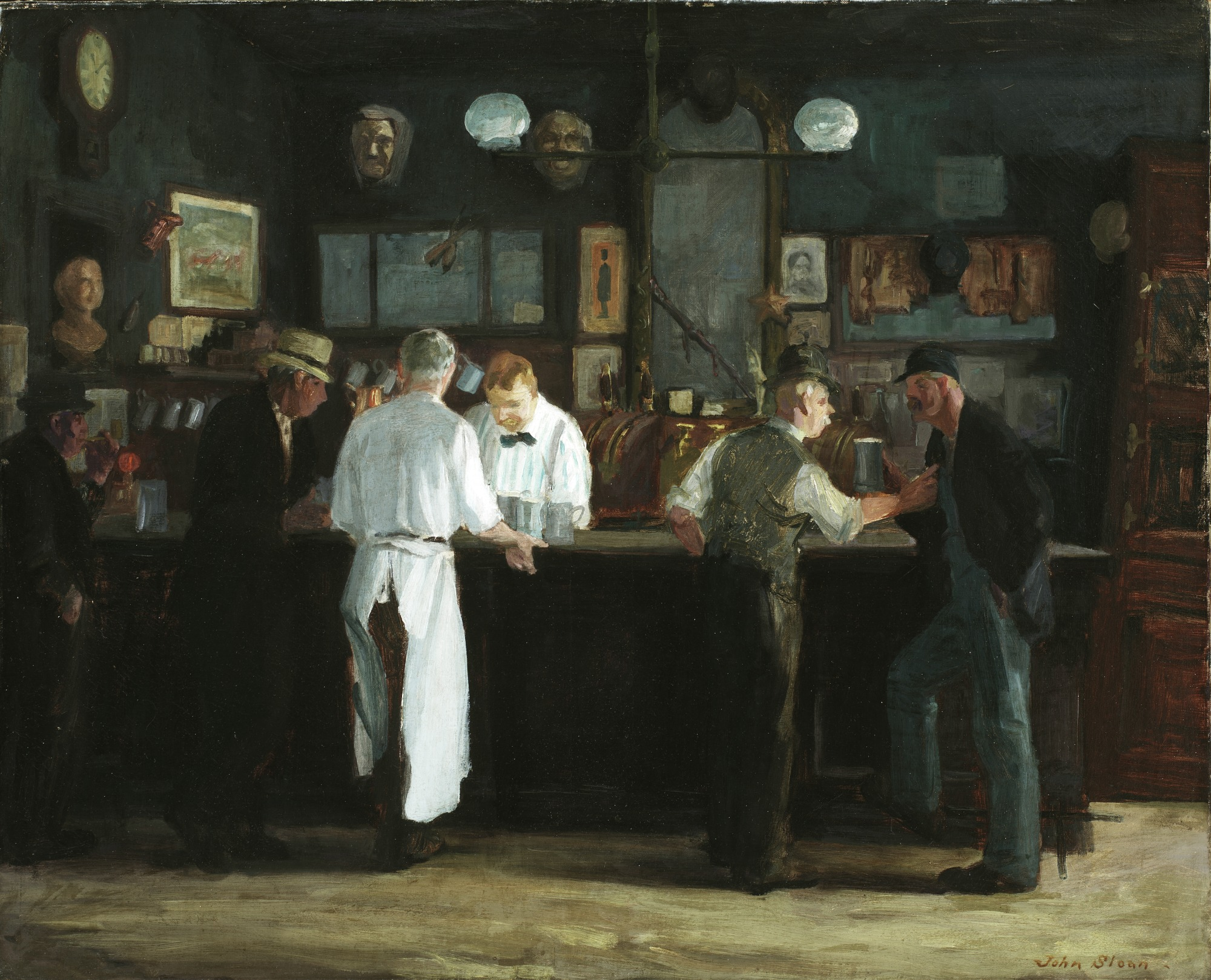
约翰·斯隆，《麦克索利酒吧》（McSorley's Bar），1912年，收藏于底特律美术馆
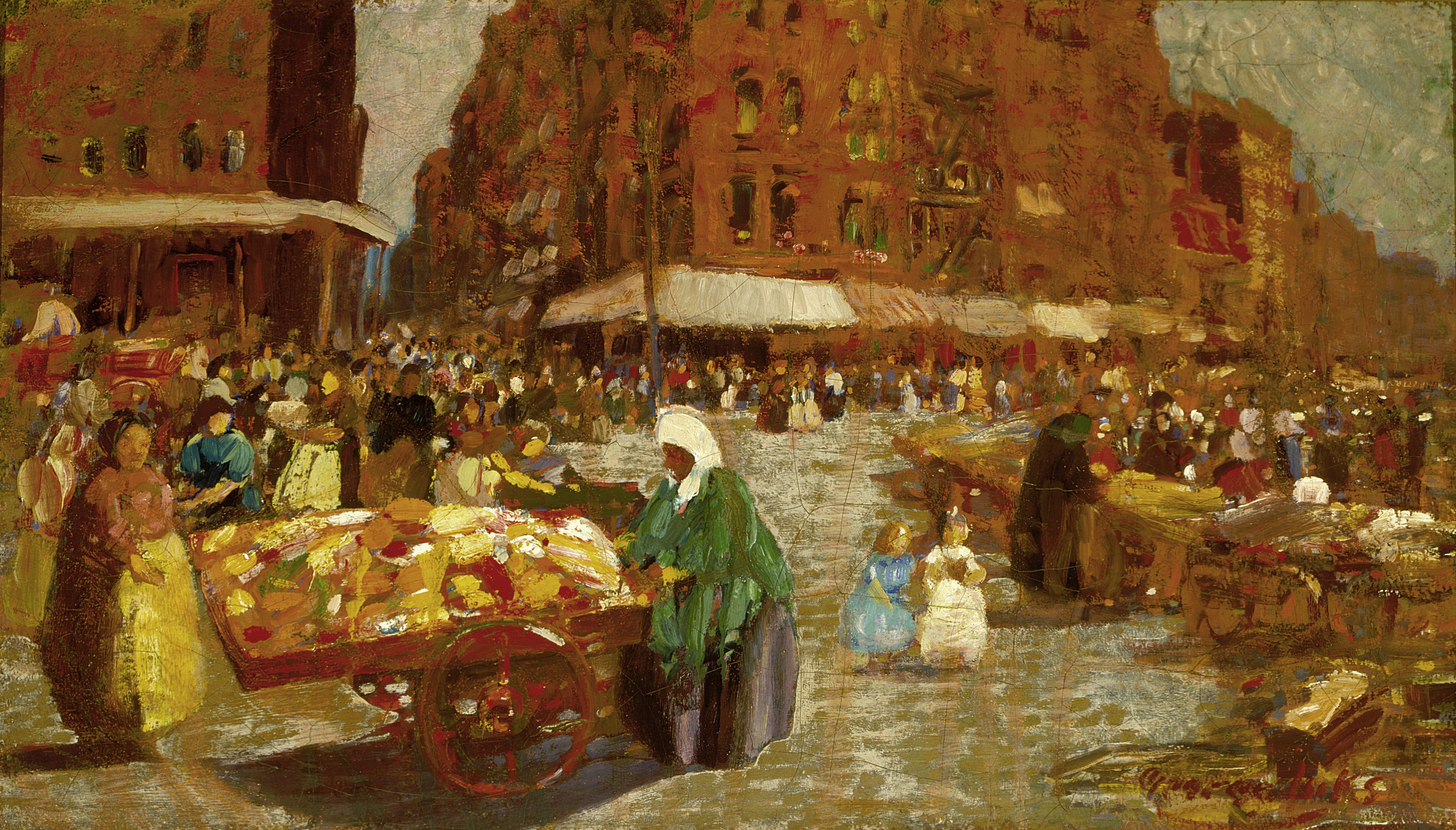
乔治·卢克斯，《休斯顿街》（Houston Street），1917年，布面油画，收藏于圣路易斯艺术博物馆
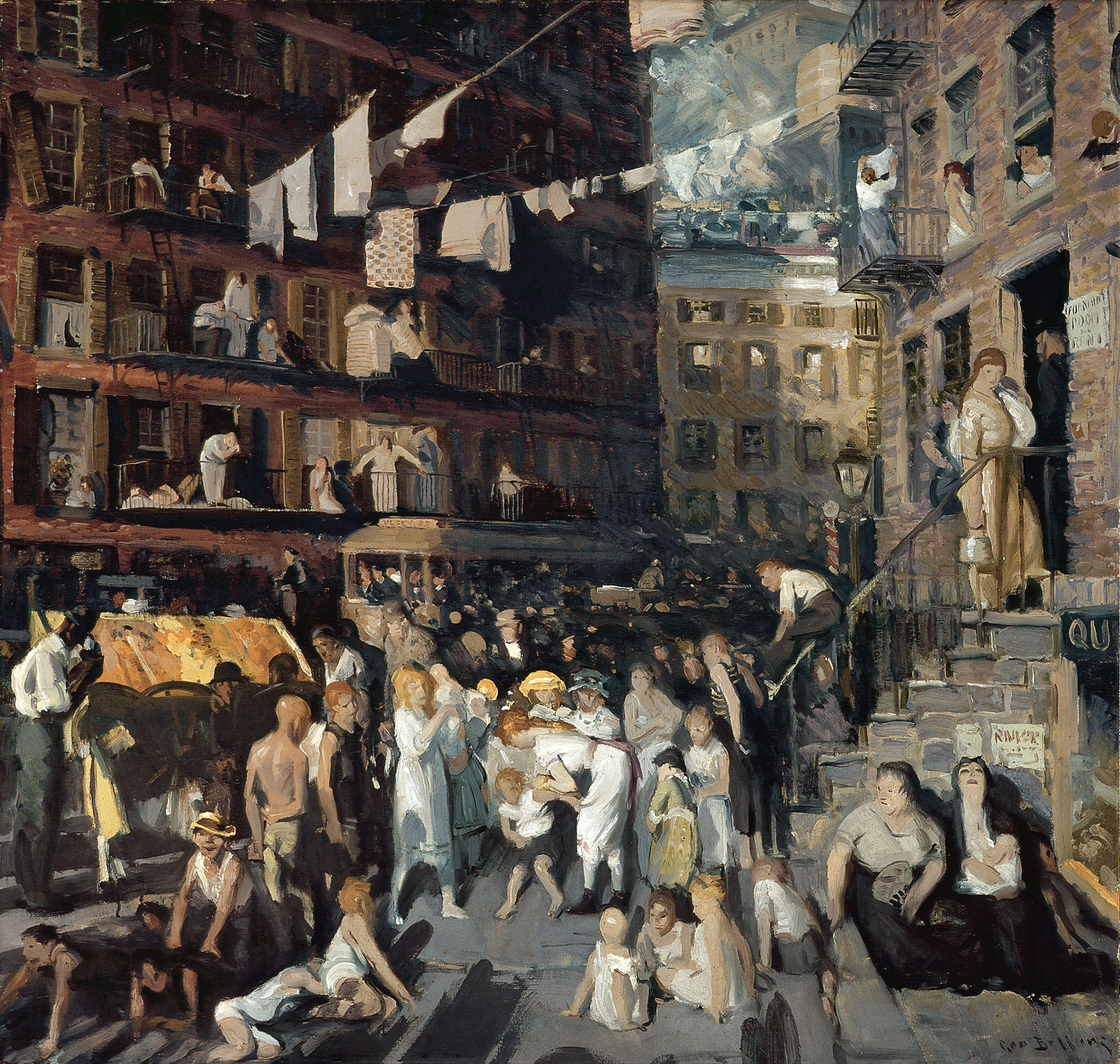
乔治·伯罗斯，《住在悬崖的人们》（Cliff Dwellers）, 1913年，布面油画，收藏于洛杉矶郡艺术博物馆
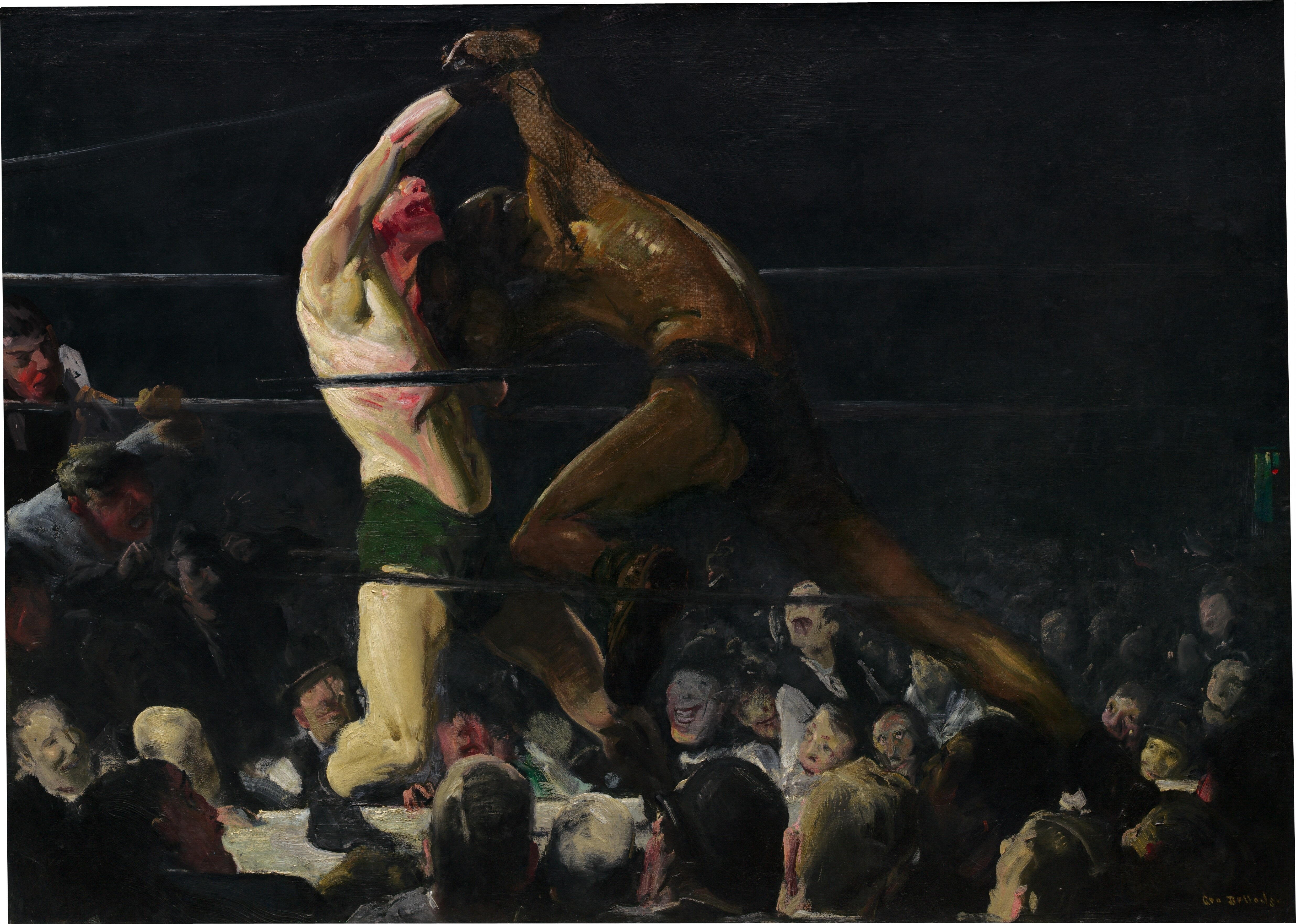
乔治·伯罗斯，《俱乐部的两个成员》（Both Members of This Club），1909年，收藏于国家美术馆
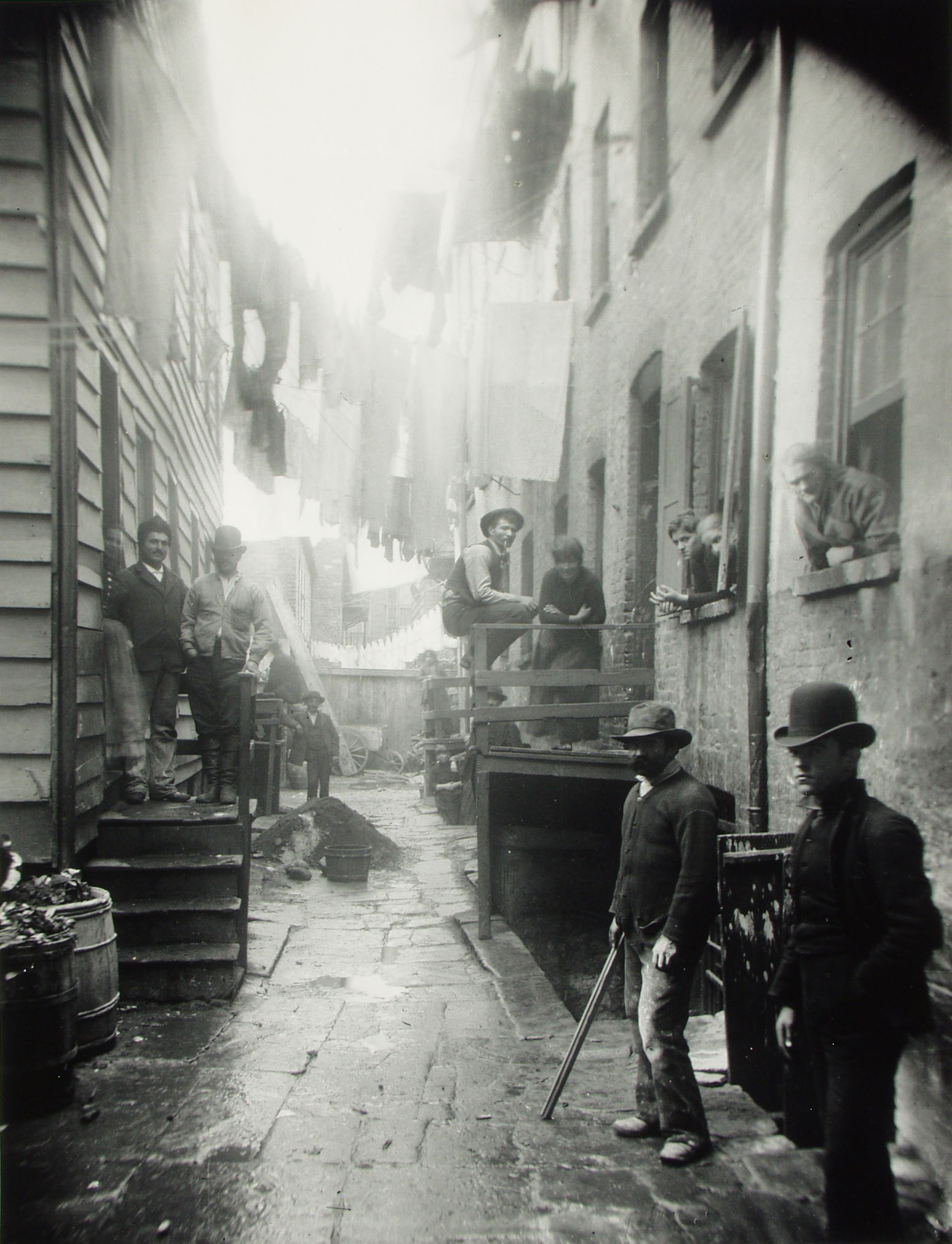
雅各布·里斯，《罪恶的土壤》（Bandit's Roost），1888年，拍摄于纽约市犯罪最多的危险地区
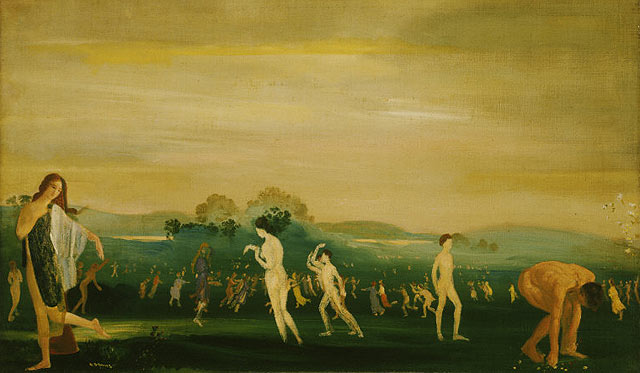
亚瑟·戴维斯，《极乐世界》（Elysian Fields），布面油画，收藏于菲利普美术馆，华盛顿哥伦比亚特区
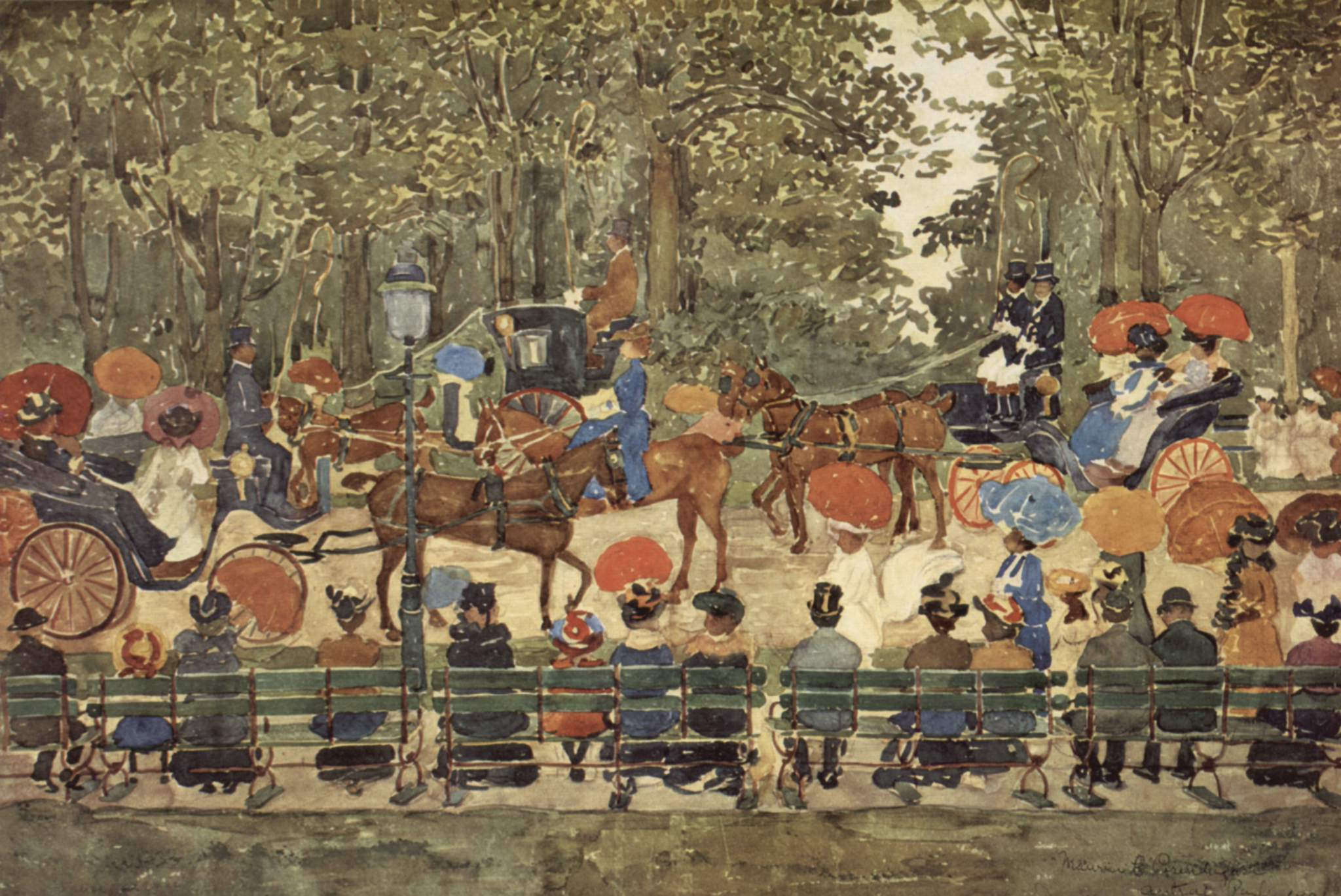
莫里斯·普雷德加斯特，《纽约中央公园》（Central Park, New York），1901年，收藏于惠特尼美国艺术博物馆
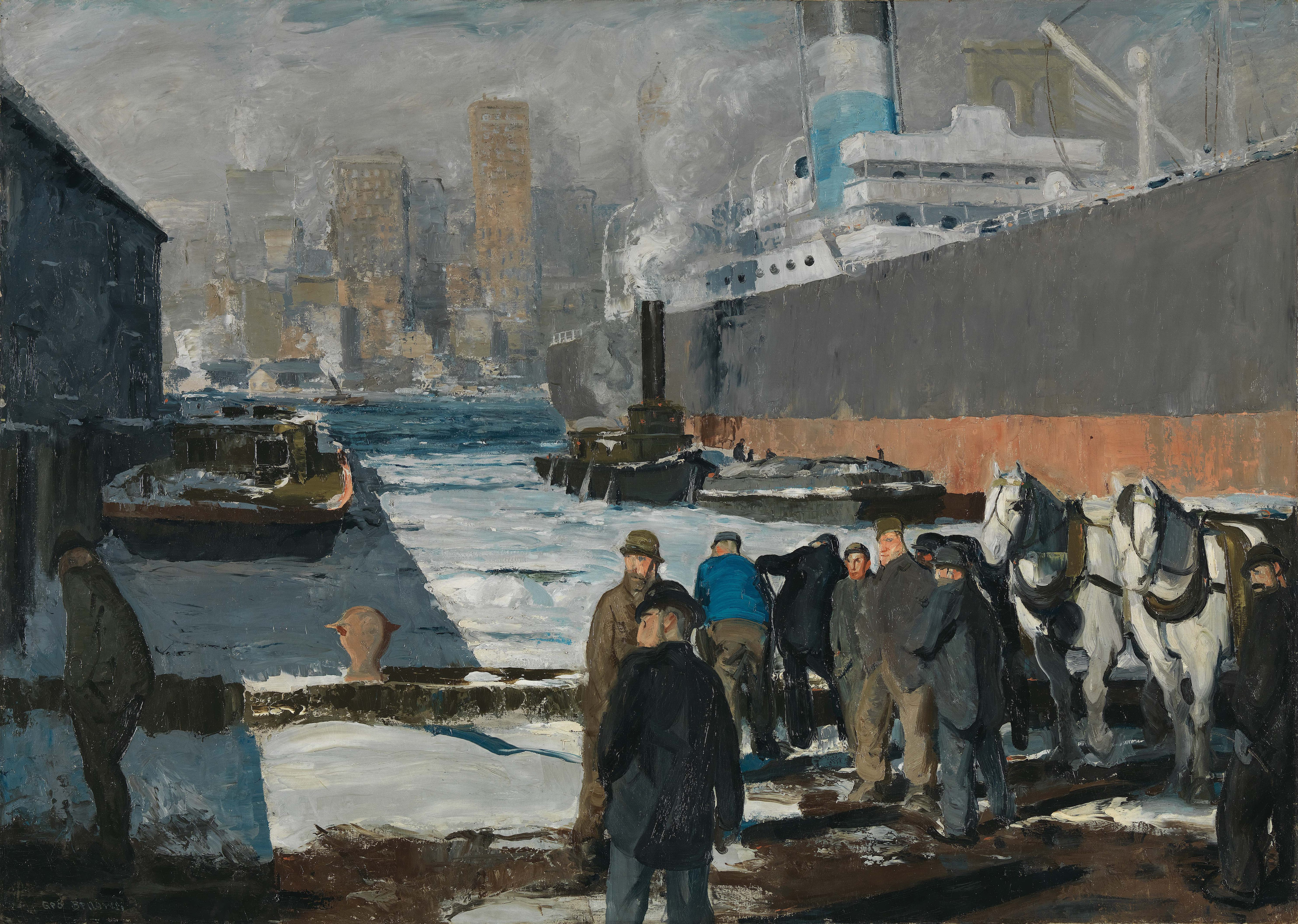
乔治·伯罗斯，《码头上的人们》（Men of the Docks），1912年，收藏于国家美术馆
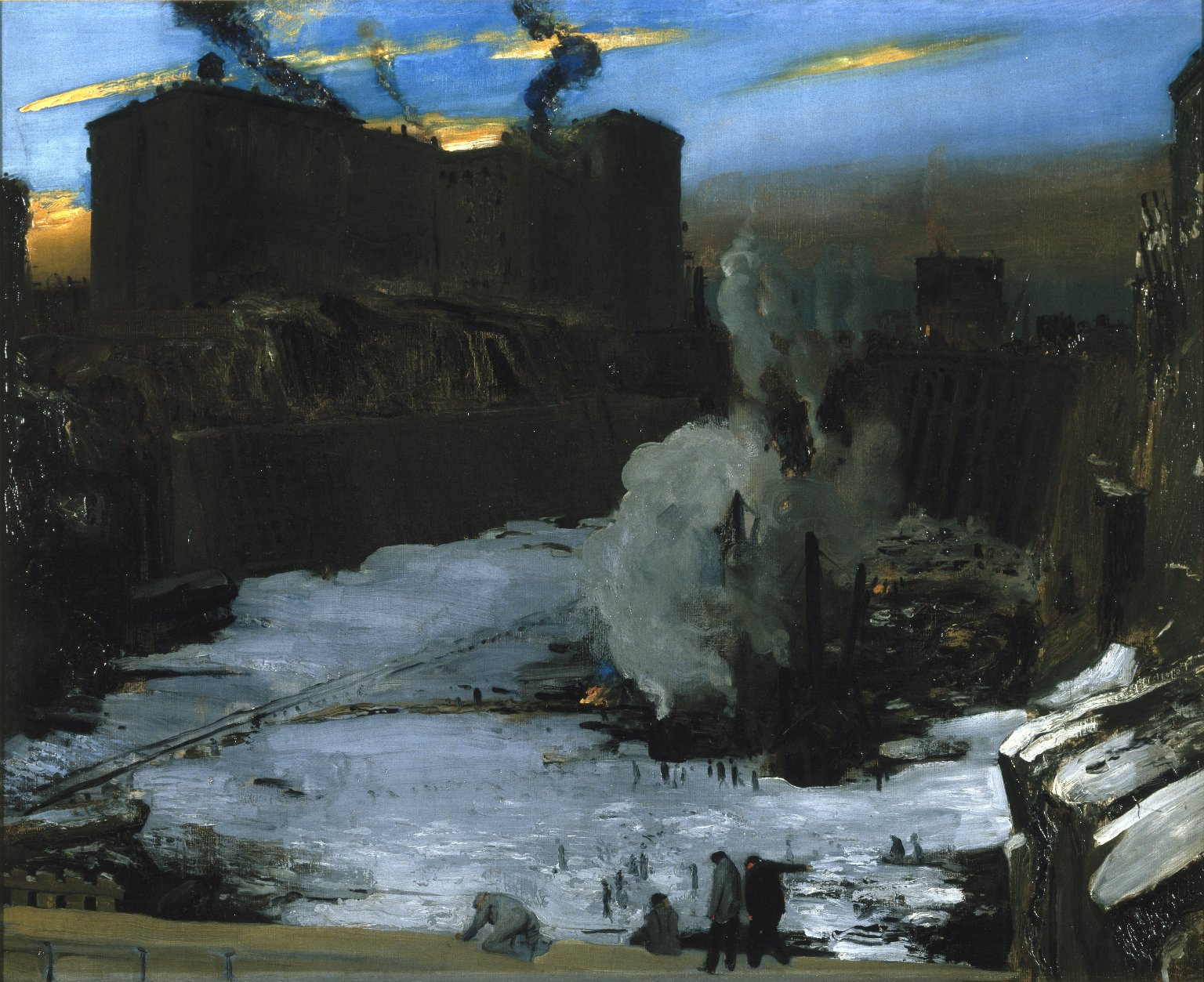
乔治·伯罗斯，《宾夕法尼亚车站的开掘》（Pennsylvania Station Excavation），1907-1908年，收藏于布鲁克林博物馆

## 相关文献
- Brown, Milton. American Painting from the Armory Show to the Depression. Princeton: Princeton University Press, 1955.
- Brooks, Van Wyck. John Sloan: A Painter's Life. New York: Dutton, 1955.
- Doezema, Marianne. George Bellows and Urban America. New Haven: Yale University Press, 1992.
- Glackens, Ira. William Glackens and the Ashcan School: The Emergence of Realism in American Art. New York: Crown, 1957.
- Homer, William Innes. Robert Henri and His Circle. Ithaca: Cornell University Press, 1969.
- Hughes, Robert. American Visions: The Epic Story of Art in America. New York: Knopf, 1997.
- Hunter, Sam. Modern American Painting and Sculpture. New York: Dell, 1959.
- Kennedy, Elizabeth (ed.). The Eight and American Modernisms. Chicago: University of Chicago Press, 2009.
- Loughery, John. John Sloan: Painter and Rebel. New York: Henry Holt, 1997. ISBN 0-8050-5221-6
- Perlman, Bennard (ed.), introduction by Mrs. John Sloan. Revolutionaries of Realism: The Letters of John Sloan and Robert Henri. Princeton: Princeton University Press, 1997.